# Pietro Gara
Pietro Gara OP (blühte 1472–1499) war ein italienischer römisch-katholischer Bischof.
Gara war Mitglied des Dominikanerordens. Er wurde am 16. September 1472 im Pontifikat von Sixtus IV. zum Bischof von Savona ernannt. Um 1499 resignierte er von seinem Amt.